# Villa d’Adda
Villa d’Adda (lombardul: Éla d'Ada) település Olaszországban, Lombardia régióban, Bergamo megyében. Lakosainak száma 4624 fő (2023. január 1.). Villa d’Adda Brivio, Calco, Calusco d’Adda, Pontida, Carvico, Imbersago és Robbiate községekkel határos.

## Népesség
A település lakossága az elmúlt években az alábbi módon változott:
| Lakosok száma | 4694 | 4681 | 4624 |
|               | 2017 | 2018 | 2023 |